# Reichsstände des Königreichs Westphalen
Die Reichsstände des Königreichs Westphalen waren eine frühe Form eines Parlamentes im Königreich Westphalen zwischen 1807 und 1813. Die Einrichtung war die erste auf einer Verfassung beruhende Volksvertretung in Deutschland. Es tagte lediglich in zwei Sitzungsperioden und verfügte nur über geringen Einfluss.

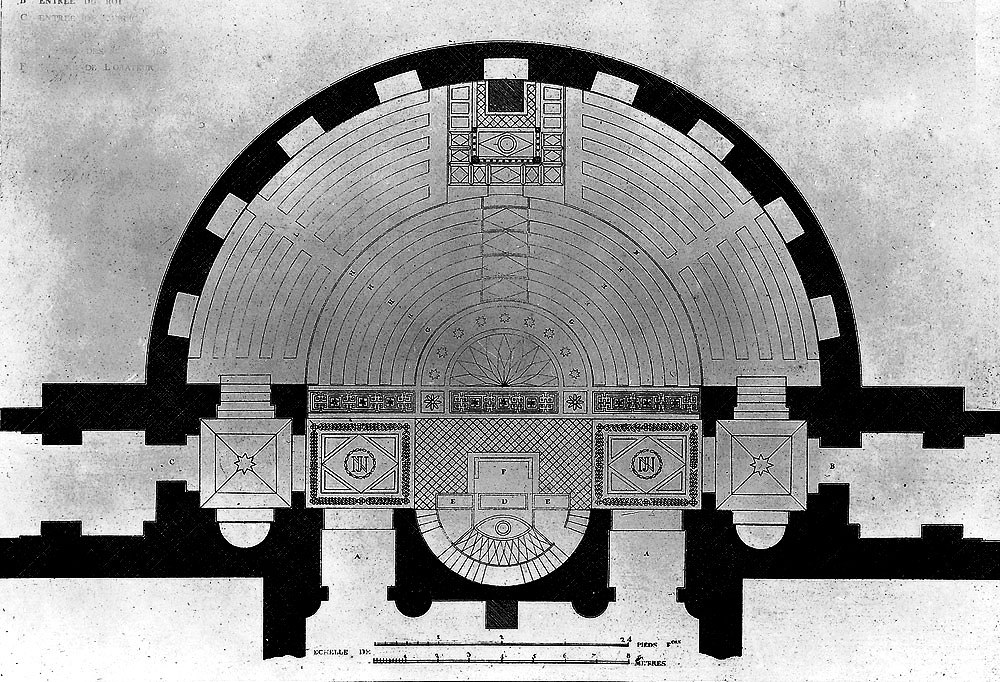
Grundriss des Ständesaals im „Palast der Stände“ in Kassel, 1810 Kupferstich von Auguste Henri Victor Grandjean de Montigny. A=Eingang für die Deputierten, B=Eingang für den König, C=Eingang für das Publikum, D=Präsidentenbüro, E=Sekretärsbüro, F=Rednertribüne, G=Platz des Staatsrates, H=Abgeordnete, L=Tribünen für das Publikum

## Aufgaben und Organisation

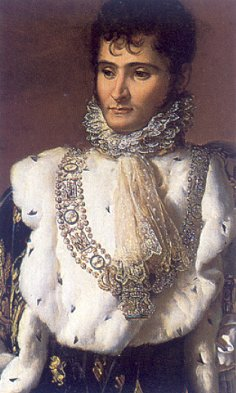
König Jérôme Bonaparte

Im Alten Reich bestanden in vielen Ländern Landstände als Vertreter des Adels und der Kirchen. Mit der Gründung der napoleonischen Musterländer im Rahmen des Rheinbundes in Deutschland wurden erstmals derartige Ständeversammlungen auf Basis von Verfassungen eingerichtet. Die Abgeordneten galten als Vertreter des Volkes, nicht mehr eines Standes.
Im Königreich Westphalen war diese Verfassung die Constitution des Königreichs Westphalen vom 15. November 1807. Diese regelte in Artikel 29 bis 33 und 39 bis 44 die Zusammensetzung, Wahl und Kompetenzen der Reichsstände.
Die 100 Mitglieder wurden in indirekter Wahl durch Wahlkollegien ihrer jeweiligen Departemente gewählt. Das Königreich Westphalen war nach französischem Vorbild in acht Departements eingeteilt worden. Diese waren nicht nach den Hauptorten oder den traditionellen Regionsbezeichnungen benannt, sondern bewusst nach Flüssen, um den Bruch mit der bisherigen Verwaltungsstruktur zu dokumentieren.
Gewählt wurde getrennt nach den Wählergruppen der Grundbesitzer, der Kaufleute/Fabrikanten und der Gelehrten, Künstler und verdienten Bürger. Die ständische Zugehörigkeit zum Adel oder zum Bürgertum spielte rechtlich keine Rolle mehr. Stattdessen war nur der Zensus das Kriterium der Wählbarkeit. Es dominierten die Grundeigentümer. Insofern waren die Reichsstände auf eine Eigentümergesellschaft ausgerichtet, wie sie die Reformen der Rheinbundstaaten anstrebten. Jedes der Departements stellte, nach Größe gestaffelt, eine feste Zahl von Abgeordneten.
| Department        | Wahlmänner | Abgeordnete | davon Grundbesitzer | davon Kaufleute | davon Gelehrte |
| ----------------- | ---------- | ----------- | ------------------- | --------------- | -------------- |
| Elbe-Departement  | 225        | 13          | 9                   | 2               | 2              |
| Fulda-Departement | 216        | 13          | 9                   | 2               | 2              |
| Harz-Departement  | 201        | 11          | 8                   | 2               | 1              |
| Leine-Departement | 200        | 8           | 5                   | 1               | 2              |
| Oker-Departement  | 228        | 14          | 10                  | 2               | 2              |
| Saale-Departement | ca. 200    | 11          | 8                   | 1               | 2              |
| Werra-Departement | 224        | 13          | 9                   | 2               | 2              |
| Weser-Departement | 300        | 17          | 12                  | 3               | 2              |
| Summe             | 0          | 100         | 70                  | 15              | 15             |

Das Wahlverfahren sah vor, dass in jedem Departement ein Wahlkollegium aus 80 bis 300 Männern gebildet wurde. Diese Männer wählte der König Jérôme Bonaparte aus der Liste aller Männer aus, die in diesem Departement wählbar waren. Das Wahlkollegium wählte aus seiner Mitte wiederum die eigentlichen Abgeordneten, die dann vom König ernannt wurden.

## Landtagssessionen

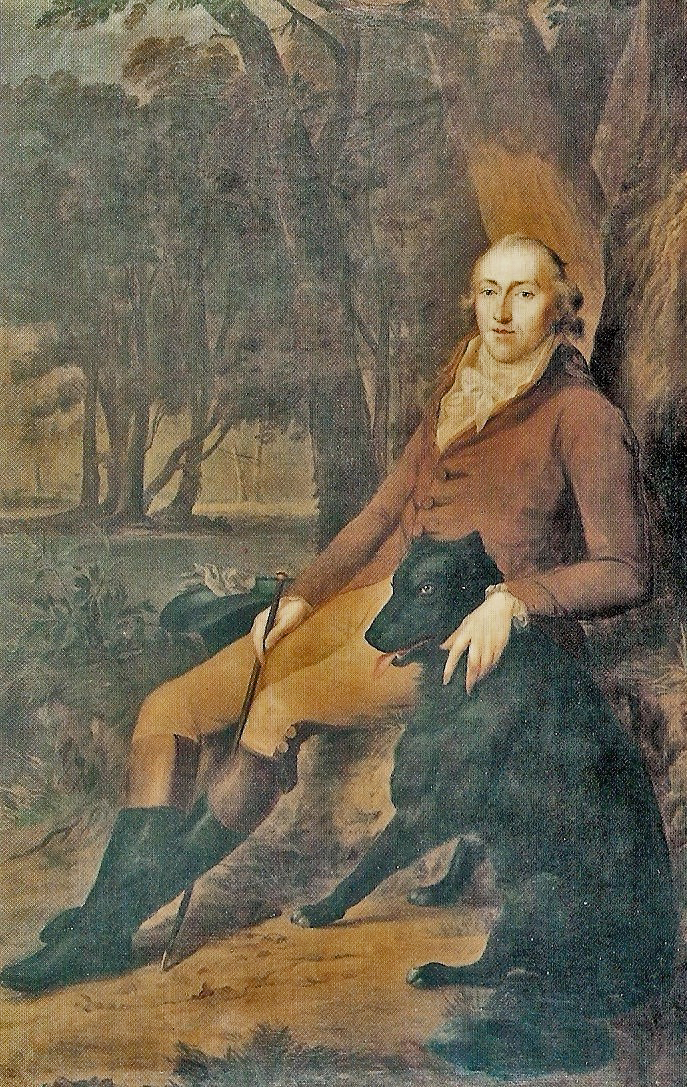
Gebhard Graf von der Schulenburg-Wolfsburg

Die Reichsstände sollten einmal jährlich im Rahmen einer Landtagssession tagen. Die Abgeordneten erhielten bereits Diäten. Während in den alten ständischen Versammlungen meist nach Ständen abgestimmt wurde und jeder Stand sich auf ein Votum einigen musste, hatte in den westphälischen Reichsständen jeder Abgeordnete eine eigene Stimme. Neu war auch, dass die Sitzungen des Parlaments öffentlich waren. Der Palast der Stände in Kassel verfügte über Plätze für das interessierte Publikum. Im Übrigen wurden die Verhandlungen veröffentlicht.
Das Parlament hatte nicht das Recht, aus eigenem Willen zusammenzutreten. Es musste vom König einberufen werden. Die Reichsstände tagten im Ständepalast, dem heutigen Museum Fridericianum in Kassel. Der König berief das Parlament lediglich zu zwei Landtagssessionen (1808 und 1809) ein. Die Sessionen dauerten jeweils ca. sechs Wochen (2. Juli 1808 bis 22. August 1808 bzw. 28. Januar 1810 bis 12. März 1810).
Die Landtagssession liefen wie folgt ab: Die Einberufung der Stände durch den König erfolgte durch königliches Dekret. So wurde die 1808er Session per Dekret vom 15. Mai 1808 einberufen.
Rechtzeitig vor der Sitzungsperiode ernannte der König den Parlamentspräsidenten. Präsident wurde für beide Sessionen Carl Friedrich Gebhard Graf von der Schulenburg-Wolfsburg. Der Ablauf der Session wurde durch den Oberzeremonienmeister Graf von Waldburg festgelegt.
Der König eröffnete die Landtagssession mit einer Thronrede im Ständesaal der Orangerie. Anschließend wurden die Abgeordneten und der Präsident vereidigt. In der zweiten Plenarsitzung wählte das Parlament die Sekretäre der Reichsstände und die Mitglieder der Kommissionen. Die Sitzung schloss mit einer Dankadresse der Abgeordneten an den König.
Die eigentliche Gesetzgebungsarbeit fand in den weiteren Plenarsitzungen statt. Insgesamt gab es 1808 14 Plenarsitzungen, davon in der 1809er Session 10, alle  im Jahr 1810.
Auch die Schließung der Stände erfolgte durch königliches Dekret. Auf der  letzten Plenarsitzung wurde die Schließung in feierlichem Rahmen begangen. Redner war jeweils ein Staatsrat (also Regierungsmitglied).

## Aufgaben und Rolle im Gesetzgebungsverfahren
Die Reichsstände errichteten vier Ausschüsse, denen jeweils drei Abgeordnete angehörten: Die Finanzkommission, die Ziviljustizkommission und die Kommission des peinlichen Gerichtswesens.
Die Aufgaben waren vor allem die Beteiligung am Gesetzgebungsverfahren, insbesondere der Haushaltsgesetze. Das Parlament hatte kein Initiativrecht, Gesetzentwürfe wurden ihm von der Regierung vorgelegt. Ohne die Zustimmung des Parlaments waren nur vorläufige Regelungen durch königliche Dekrete möglich.
Das Gesetzgebungsverfahren sah vor, dass Gesetzentwürfe im Staatsrat erarbeitet und mit den zuständigen Kommissionen beraten wurden. Der gegebenenfalls überarbeitete Entwurf wurde dann den Reichsständen vorgelegt und dort ohne Beratung beschlossen oder abgelehnt. Im Anschluss setzte sie der König in Kraft und verkündete sie.
Insbesondere die fehlende Beratung und Debatte unterscheidet die Arbeitsweise der Reichsstände von der späterer Parlamente. Zum Ausdruck kam die von der Verfassung vorgegebene Rolle des Parlaments: Einerseits die Beratung des Königs über die Kommissionen und andererseits die symbolische Vertretung der (steuerzahlenden) Untertanen.
Die geringe Bedeutung des Parlaments war durch die kriegsbedingten Zeitumstände bedingt. Dazu kam, dass den Reichsständen die soziale Basis fehlte. Die Zusammensetzung orientierte sich an der französischen bürgerlichen Notabelngesellschaft, die es in Deutschland in dieser Form noch nicht gab. Im Königreich Westphalen stellte der Adel und nicht das Bürgertum die Spitze der Steuerzahler dar. Der Adel dominierte die Versammlung zahlenmäßig. Bei beiden Sessionen der Stände lehnte die Mehrheit der Abgeordneten die Abschaffung der adeligen Steuerprivilegien ab. Damit verstieß das Parlament gegen den Gleichheitsgrundsatz der Verfassung.

## Mitglieder
| Name                                                                        | Departement | Klasse        | Ort                         | Bild |
| --------------------------------------------------------------------------- | ----------- | ------------- | --------------------------- | ---- |
| Johann August Ernst Graf von Alvensleben                                    | MA          | Grundbesitzer | Erxleben, Halberstadt       |      |
| Johann Friedrich VII. von Alvensleben                                       | MA          | Grundbesitzer | Zichtau                     |      |
| Friedrich Adrian von Arnstedt                                               | HE          | Grundbesitzer | Groß-Werther                |      |
| Herbord Sigismund Ludwig von Bar                                            | OS          | Gelehrte      | Osnabrück                   |      |
| Ludwig Wilhelm von Baumbach-Nentershausen                                   | MR          | Grundbesitzer | Nentershausen               |      |
| Wilhelm Ludwig von Baumbach-Lenderscheid                                    | MR          | Grundbesitzer | Lenderscheid, Kassel        |      |
| Friedrich Ludwig von Berlepsch                                              | KS          | Grundbesitzer | Bonafort                    |      |
| Johann Julius Georg Bierbaum                                                | BS          | Grundbesitzer | Braunschweig                |      |
| Johannes Bippart                                                            | GÖ          | Kaufleute     | Amelith, Nienover           |      |
| Franz Anton Joseph Johannes Nikolaus Blum                                   | BS          | Grundbesitzer | Hildesheim                  |      |
| Heinrich Leopold August Graf von Blumenthal                                 | MA          | Grundbesitzer | Magdeburg, Kassel           |      |
| Anton Christoph Ludwig Wilhelm Adolf von Bodungen                           | HE          | Grundbesitzer | Martinfeld                  |      |
| Philipp Karl Ludwig von Borries                                             | OS          | Grundbesitzer | Steinlacke                  |      |
| Moritz Friedrich Johannes Carl Maria Graf von Brabeck                       | BS          | Grundbesitzer | Söder                       |      |
| Anton von Branconi                                                          | HA          | Grundbesitzer | Langenstein                 |      |
| Franz Joseph Freiherr von Brenken                                           | KS          | Grundbesitzer | Erpernburg                  |      |
| Johann Heinrich Rudolf Brockmann                                            | OS          | Grundbesitzer | Wulften / Schledehausen     |      |
| Johann Anton Brunswick                                                      | OS          | Kaufleute     | Minden                      |      |
| Johann Caspar Coqui                                                         | MA          | Grundbesitzer | Magdeburg                   |      |
| Philipp Georg Wilhelm von Cornberg                                          | OS          | Grundbesitzer | Minden                      |      |
| Johann Jakob Costenoble                                                     | MA          | Gelehrte      | Magdeburg                   |      |
| Friedrich Carl Culemann                                                     | HA          | Grundbesitzer | Blankenburg                 |      |
| Cornelius Richard Dammers                                                   | KS          | Gelehrte      | Paderborn                   |      |
| Conrad Wilhelm Delius                                                       | OS          | Grundbesitzer | Reineberg, Bielefeld        |      |
| Carl Anton Diederichs                                                       | OS          | Grundbesitzer | Herford                     |      |
| Carl Ludwig Freiherr von Dörnberg                                           | MR          | Grundbesitzer | Breitenbach, Hersfeld       |      |
| Bernhard Christian Duysing                                                  | MR          | Grundbesitzer | Dagobertshausen, Kassel     |      |
| Johann Georg Friedrich Freiherr von Friesen                                 | HA          | Grundbesitzer | Rammelburg, Rötha (Sachsen) |      |
| Carl Fromm                                                                  | HE          | Grundbesitzer | Groß-Bartloff               |      |
| Carl Friedrich Haeberlin                                                    | BS          | Gelehrte      | Helmstedt                   |      |
| Börries Friedrich Carl von Hammerstein                                      | OS          | Grundbesitzer | Apelern                     |      |
| Heinrich Philipp Conrad Henke                                               | BS          | Gelehrte      | Helmstedt                   |      |
| Georg Ludwig Christian Heuser                                               | OS          | Gelehrte      | Rinteln                     |      |
| Friedrich Wilhelm Ernst von Heydwolff                                       | MR          | Grundbesitzer | Oberweimar, Germershausen   |      |
| Wilhelm Franz Joseph Xaver von Hiddessen                                    | KS          | Grundbesitzer | Warburg                     |      |
| Friedrich Alexander Joseph Raphael Freiherr von Hövel                       | GÖ          | Gelehrte      | Göttingen                   |      |
| Peter Friedrich Hoffbauer                                                   | OS          | Grundbesitzer | Minden                      |      |
| Carl Adolf Hübner                                                           | HE          | Gelehrte      | Mühlhausen                  |      |
| Israel Jacobson                                                             | BS          | Kaufleute     | Braunschweig                |      |
| Johann Christoph Leopold von Kaisenberg                                     | HE          | Grundbesitzer | Heiligenstadt               |      |
| Gabriel Wilhelm Gottlieb Keferstein                                         | HA          | Grundbesitzer | Halle                       |      |
| Dorotheus Ludwig Christoph Graf von Keller                                  | HE          | Grundbesitzer | Steinheutrode               |      |
| Carl Wilhelm Leopold von Klencke                                            | OS          | Grundbesitzer | Rinteln, Hämelschenburg     |      |
| Anton Carl Philipp Christian von Knorr                                      | HE          | Grundbesitzer | Sollsted, Breitenbich       |      |
| Friedrich Louis Kühne                                                       | MA          | Grundbesitzer | Wanzleben                   |      |
| Carl Friedrich Ferdinand Lambrecht                                          | MA          | Grundbesitzer | Sommerschenburg             |      |
| Carl Friedrich Löbbecke                                                     | BS          | Kaufleute     | Braunschweig                |      |
| Carl August Friedrich von Löhneysen                                         | BS          | Grundbesitzer | Braunschweig                |      |
| Carl Ludowig Lueder                                                         | OS          | Kaufleute     | Bielefeld, Brackwede        |      |
| Ludwig Wilhelm Lutteroth                                                    | HE          | Kaufleute     | Mühlhausen                  |      |
| Franz Valentin Meilhaus                                                     | HE          | Kaufleute     | Heiligenstadt               |      |
| Friedrich Wilhelm Bruno Freiherr von Mengersen                              | KS          | Grundbesitzer | Rheder, Kassel              |      |
| Heinrich von Meysenbug                                                      | KS          | Grundbesitzer | Riede                       |      |
| Valentin Friedrich Morchutt                                                 | MR          | Kaufleute     | Hersfeld                    |      |
| Friedrich Christian Adolf von Motz                                          | HE          | Grundbesitzer | Vollenborn                  |      |
| Friedrich Ludwig von Münchhausen (Vahlberg)                                 | BS          | Grundbesitzer | Vahlberg                    |      |
| Philipp Otto von Münchhausen (Lucklum)                                      | BS          | Grundbesitzer | Lucklum                     |      |
| Ludwig Ernst Friedrich Wilhelm Graf von Münster-Langelage, Freiherr von Oer | OS          | Grundbesitzer | Langelage                   |      |
| Johann Gottlob Nathusius                                                    | MA          | Kaufleute     | Magdeburg                   |      |
| August Hermann Niemeyer                                                     | HA          | Gelehrte      | Halle                       |      |
| Johann Abraham Nottebohm                                                    | OS          | Grundbesitzer | Brackwede                   |      |
| Florenz Conrad Freiherr Ostman von der Leye                                 | OS          | Grundbesitzer | Leye, Osnabrück             |      |
| Hans Georg Gottfried von Plessen                                            | BS          | Grundbesitzer | Büstedt                     |      |
| Johann August Carl Pomme                                                    | HA          | Grundbesitzer | Krottorf                    |      |
| Georg Dietrich Reinhard von Porbeck                                         | KS          | Gelehrte      | Höxter                      |      |
| Heinrich Otto Aemilius Friedrich von Porbeck                                | KS          | Grundbesitzer | Kassel                      |      |
| Johann Anton Friedrich Raven                                                | GÖ          | Grundbesitzer | Einbeck                     |      |
| Georg Johann Gerhard August von Reimann                                     | MR          | Gelehrte      | Marburg, Kassel             |      |
| Friedrich Christian von Ritzenberg                                          | HA          | Grundbesitzer | Halberstadt                 |      |
| Georg Robert                                                                | MR          | Gelehrte      | Marburg                     |      |
| Gotthilf Sebastian Rötger                                                   | MA          | Gelehrte      | Magdeburg                   |      |
| Johann Gottfried Roloff                                                     | HA          | Gelehrte      | Ermsleben                   |      |
| Albertus Hieronymus Rosenthal                                               | KS          | Grundbesitzer | Hombressen                  |      |
| Carl Heinrich Rosentreter                                                   | HA          | Grundbesitzer | Aschersleben                |      |
| Martin Ernst von Schlieffen                                                 | KS          | Grundbesitzer | Kassel                      |      |
| Ferdinand Philipp Heinrich August Schmidtmann                               | OS          | Grundbesitzer | Iburg                       |      |
| Friedrich Schmitz                                                           | MA          | Grundbesitzer | Magdeburg                   |      |
| Johann Lucas Schröder                                                       | MR          | Grundbesitzer | Spangenberg                 |      |
| August Carl Jakob Graf von der Schulenburg-Altenhausen                      | MA          | Grundbesitzer | Altenhausen                 |      |
| Friedrich Christoph Daniel Graf von der Schulenburg-Angern                  | MA          | Grundbesitzer | Angern                      |      |
| Philipp Ernst Alexander Graf von der Schulenburg-Emden                      | MA          | Grundbesitzer | Emden, Magdeburg            |      |
| Carl Friedrich Gebhard Graf von der Schulenburg-Wolfsburg                   | BS          | Grundbesitzer | Wolfsburg                   |      |
| Johann George Seiler                                                        | HA          | Grundbesitzer | Aschersleben                |      |
| Caspar Heinrich Joseph Freiherr von Sierstorpff                             | BS          | Grundbesitzer | Braunschweig                |      |
| Johann Christoph Ludwig Spindler                                            | KS          | Kaufleute     | Bettenhausen                |      |
| Johann Adam Sporleder                                                       | MR          | Gelehrte      | Jesberg                     |      |
| Ernst Friedrich Christian Börries von Stockhausen                           | GÖ          | Grundbesitzer | Löwenhagen                  |      |
| Henrich Erbgraf von Stolberg-Wernigerode                                    | HA          | Grundbesitzer | Wernigerode                 |      |
| Friedrich Karl von Strombeck                                                | GÖ          | Gelehrte      | Einbeck                     |      |
| Franz Xaver Anthony Wilhelm Clemens Suren                                   | KS          | Grundbesitzer | Salzkotten                  |      |
| Elias Thon                                                                  | MR          | Grundbesitzer | Germerode                   |      |
| Christian Franz Thorbecke                                                   | OS          | Kaufleute     | Osnabrück                   |      |
| Wilhelm Friedrich von Trott zu Solz                                         | MR          | Grundbesitzer | Solz, Kassel                |      |
| Anton Ludwig Ulrich                                                         | KS          | Kaufleute     | Altenbeken                  |      |
| Johann Friedrich Ludwig Wachler                                             | MR          | Gelehrte      | Marburg                     |      |
| Ludwig Adam Ernst Walrab Freiherr von Wangenheim                            | GÖ          | Grundbesitzer | Wiebrechtshausen            |      |
| Johann Franz Justus Wedemeyer                                               | GÖ          | Grundbesitzer | Katlenburg                  |      |
| August Ernst Wilhelm von Westernhagen                                       | HE          | Grundbesitzer | Teistungen                  |      |
| Christian Friedrich Gotthard Westfeld                                       | GÖ          | Grundbesitzer | Weende                      |      |
| Johann Heinrich Wilmerding                                                  | BS          | Grundbesitzer | Braunschweig                |      |